# 쓰지오카 유마
쓰지오카 유마(일본어: 辻岡 佑真, 2001년 12월 9일~)는 일본의 축구 선수이다.

## 구단 경력
그는 2023년 J2리그의 이와키 FC에 입단했다. 2024년 J3리그의 테게바자로 미야자키로 이적했다. 2025년 기라반츠 기타큐슈로 이적했다.